# شلل دماغي
الشلل الدماغي أو الشلل المخي هو مصطلح جامع يشمل مجموعة من الأمراض غير المعدية والتي تسبب اعاقة بدنية تطور الإنسان. الشلل الدماغي (CP) هو مصطلح شامل يتضمن مجموعة من الحالات المرضية الحركية التي لا تتدهور وغير المعدية والتي تسبب عجز جسدي أثناء نمو الإنسان، وذلك في أجزاء مختلفة من الجسم مرتبطة بأداء الوظائف الحركية.
وتشير كلمة cerebral إلى المخ؛ وهو الجزء المصاب من الدماغ (على الرغم من أن الخلل الحادث في أغلب الأحيان يتعلق بالاتصالات بين قشرة المخ وأجزاء الدماغ الأخرى مثل المخيخ). أما كلمة palsy، فتشير إلى الاعتلال المرتبط بالحركة. وينشأ الشلل الدماغي نتيجة للتلف الذي يحدث لمراكز التحكم في الحركة داخل الدماغ الذي لا يزال في مرحلة النمو، ويمكن أن يحدث ذلك أثناء الحمل أو أثناء الولادة أو بعد الولادة وحتى العام الثالث من عمر الطفل تقريبًا.
ويصف الشلل الدماغي مجموعة من الاضطرابات المستديمة في تطور حركة الجسم ووضعه مما يسبب عجزًا في النشاط يرجع إلى اضطرابات لا تتطور إلى الأسوأ تعرض لها دماغ الجنين قبل أن يخرج إلى الدنيا أو دماغ الطفل الصغير وهو في سنوات عمره الأولى. وعادةً ما يصاحب اضطرابات الحركة التي تحدث لمريض الشلل الدماغي اضطرابات في الإحساس والإدراك الحسي والإدراك المعرفي والتواصل والسلوك. كذلك، يصاحب هذه الاضطرابات مرض الصرع وبعض المشكلات العضلية الهيكلية الثانوية.
ولا يوجد علاج معروف لأي نوع من الأنواع المتعددة للشلل الدماغي أو لأنواعه الفرعية. وغالبًا ما يقتصر التدخل الطبي في حالة الإصابة بهذا المرض على الوقاية من حدوث المضاعفات التي تنتج عن تأثيرات الإصابة بالشلل الدماغي، ومحاولة علاج هذه المضاعفات في حالة حدوثها.
وقد أوضحت إحدى الدراسات التي تم إجراؤها في عام 2003 أن التكلفة الاقتصادية المرتبطة بالإصابة بالشلل الدماغي في الولايات المتحدة هي 921,000 دولار أمريكي للفرد الواحد؛ ويتضمن ذلك الدخل المهدر نتيجةً للإصابة بهذا المرض.
كما أوضحت دراسة أخرى أن معدل حدوث الإصابة بالمرض في ستة من الدول التي تم تقدير نسبة الإصابة فيها كان يتراوح ما بين 2.12 و2.45 لكل ألف مولود من المواليد الأحياء، الأمر الذي يكشف عن زيادة طفيفة في معدلات الإصابة بالمرض في السنوات الأخيرة. وقد ساعدت التطورات التي طرأت على مجال تمريض حديثي الولادة في الحد من أعداد المواليد المصابين بالشلل الدماغي. ومن ناحية أخرى، ازدادت أعداد المواليد ناقصي وزن الولادة بشدة؛ ويعتبر هؤلاء الأطفال هم الأكثر عرضةً للإصابة بالشلل الدماغي.

## التصنيف
يمكن تقسيم الشلل الدماغي إلى أربعة تصنيفات رئيسية تصف إعاقات حركية مختلفة. وتشير هذه التصنيفات - أيضًا - إلى مناطق الدماغ التي أصابها التلف. وتعتبر التصنيفات الأربعة الرئيسية لمرض الشلل الدماغي هي:

### الشلل الدماغي التشنجي
لمزيد من التفاصيل الخاصة بأكثر أنواع الشلل الدماغي شيوعًا، يمكنك الرجوع إلى المقال المنشور بعنوان الشلل الطرفي المزدوج.
حتى وقتنا الحالي، يعتبر الشلل الدماغي التشنجي أكثر أنواع الشلل الدماغي شيوعًا؛ فهو يصيب نسبة تتراوح ما بين %70 و%80 من إجمالي الحالات المصابة بالشلل الدماغي. علاوةً على ذلك، تصاحب إصابة المريض بأحد أنواع الشلل الدماغي الأخرى إصابته أيضًا بالشلل الدماغي التشنجي؛ وذلك في نسبة %30 من إجمالي عدد الحالات. ويكون الأشخاص المصابون بهذا النوع من الشلل الدماغي مصابين بفرط التوتر العضلي وكذلك بحالة من الاضطراب العصبي العضلي الذي يرجع إلى التلف الذي يصيب السبيل القشري الشوكي أو القشرة الحركية؛ الأمر الذي يؤثر على قدرة الجهاز العصبي على استقبال الحمض الأميني جاما أمينو بيوتريك في المنطقة (المناطق) المصابة بالعجز. وفي ضوء أفكار علم الطوبوغرافيا، يمكن تقسيم الشلل الدماغي التشنجي وفقًا للمنطقة المصابة من الجسم إلى الأنواع التالية:
- الشلل الشقي التشنجي (الفالج) (ويصيب جانبًا واحدًا من الجسم). وبوجه عام، تسبب الإصابة التي تحدث للأعصاب المرتبطة بالعضلات التي يتحكم فيها الجانب الأيسر من الدماغ عجزًا في الجانب الأيمن من الجسم؛ ويكون العكس صحيحًا بالنسبة للجانب الأيمن من الدماغ. وفي العادة، يكون مريض الشلل الشقي التشنجي هو أكثر مرضى الشلل الدماغي قدرةً على المشي والتنقل، وذلك على الرغم من أنه عادةً ما يصاحب الإصابة بهذا النوع من أنواع الشلل الدماغي حالة القدم القفداء من النوع dynamic equinus في الجانب المصاب من الجسم، وهي الحالة التي يتم - مبدئيًا - وصف علاجًا لها عبارة عن استخدام مقوم خارجي للقدم والكاحل؛ وذلك للوقاية من حدوث قفد القدم المذكور آنفًا.[13]
- الشلل الطرفي المزدوج (تحدث الإصابة لعظام الأطراف السفلية ويصاحب ذلك غياب التشنجات أو قلتها في الجزء العلوي من الجسم). ويعتبر هذا النوع هو أكثر الأنماط التشنجية شيوعًا. ويكون معظم المصابين بالشلل الطرفي المزدوج قادرين تمامًا على المشي والتنقل، وتعرف طريقتهم في المشي باسم مشية المقص. ومن الشائع انثناء الركبتين والأرداف عند الأشخاص المصابين بهذا النوع من الشلل الدماغي بدرجات متفاوتة. ويتعرض المصابون بهذا النوع من الشلل - أيضًا - للمشكلات الخاصة بالأرداف وخلع المفاصل. كذلك، يصيب الحول (تصالب العينين) ثلاثة أرباع المصابين بالشلل الطرفي المزدوج. بالإضافة إلى ذلك، عادةً ما يصيب قصر النظر المصابين بالشلل الطرفي المزدوج. ولا يتأثر مستوى ذكاء المصابين بالشلل الطرفي المزدوج بسبب هذه الإصابة.
- الشلل الرباعي التشنجي (تتأثر الأطراف الأربعة بالإصابة بالدرجة نفسها). وتتراجع احتمالية قدرة مصابي الشلل الرباعي التشنجي على المشي إلى أقل درجة ممكنة بين مصابي الشلل الدماغي. ولا تكون الرغبة في المشي موجودة لدى المرضى المصابين بهذا النوع من أنواع الشلل الدماغي - في حالة كونهم قادرين على المشي بالفعل، وذلك لأن عضلاتهم تكون مشدودة للغاية ولأن المشي يستلزم منهم بذل مجهود ضخم. ويصيب ارتعاش الشلل الشقي بعض الأطفال المصابين بالشلل الرباعي التشنجي؛ وهي حالة يرتعش فيها المريض بشكل لا إرادي مما يؤثر على الأطراف في جانب واحد من جانبي الجسم ويعوق القدرة على الحركة بشكل طبيعي.

وبين الحين والآخر، يتم استخدام مصطلحات أخرى مثل: الشلل الأحادي والشلل النصفي السفلي والشلل الثلاثي والشلل الخماسي للإشارة إلى مظاهر معينة ترتبط بحالة التشنج.

### الشلل الدماغي الرنحي (اللاتناسقي الحركي)
أما أعراض نوع الشلل الدماغي الذي تتم الإشارة إليه في التصنيف الإحصائي الدولي للأمراض والمشكلات المتعلقة بالصحة في طبعته الحالية - وهي الطبعة العاشرة - (واختصارها الشائع هو ICD-10) باسم الشلل الدماغي الرنحي الذي يحمل الكود G80.4، فيمكن أن ينشأ عن التلف الذي يلحق بجزء المخيخ. وتعتبر أنواع الشلل الدماغي الرنحي أقل أنواع الشلل الدماغي شيوعًا؛ حيث تحدث في نسبة %10 من إجمالي الحالات المصابة بالشلل الدماغي على الأكثر. ويصاب بعض هؤلاء الأفراد بحالة نقص التوتر العضلي والارتعاش. وقد تتأثر المهارات الحركية لمصابي الشلل الدماغي الرنحي، مثل: الكتابة والنسخ واستخدام المقص. كذلك، تتأثر قدرتهم على التوازن؛ خاصةً عند المشي. ومن الشائع أن يواجه مرضى الشلل الدماغي الرنحي صعوبات في المعالجة البصرية و/أو السمعية.

### الشلل الدماغي الكنعي (الاثيتويدي)/الشلل الدماغي المتميز بعسر الحركة
الشلل الدماغي الكنعي أو الشلل الدماغي المتميز بعسر الحركة حالة مختلطة تصيب المقوية العضلية؛ حيث يواجه المصابون بالشلل الدماغي الكنعي صعوبة في الإبقاء على أجسادهم في وضع منتصب وثابت عند الجلوس أو المشي. أيضًا، وعادةً ما يقومون ببعض أنواع الحركة اللاإرادية. وبالنسبة لبعض المصابين بالشلل الدماغي الكنعي، يستلزم الأمر منهم مجهودًا كبيرًا ودرجةً عاليةً من التركيز للوصول بأيديهم إلى نقطة معينة (مثل محاولة حك أنوفهم أو الإمساك بفنجان). وبسبب إصابتهم بحالة مختلطة من التوتر العضلي وعدم القدرة على الإبقاء على أجسادهم في وضع ثابت، قد لا يتمكنون من الإمساك بالأشياء والقبض عليها (مثل الإمساك بفرشاة الأسنان أو بالقلم). ويعتبر ربع عدد المرضى المصابين بالشلل الدماغي من المصابين بالشلل الدماغي الكنعي. ويصيب التلف مناطق: الجهاز الحركي خارج الهرمي و/أو السبيل الهرمي ومنطقة العقد القاعدية.  وتحدث الإصابة في نسبة تتراوح ما بين %10 إلى %20 من إجمالي الحالات المصابة.
وبالنسبة للأطفال حديثي الولادة، إذا لم يتم علاج المستويات المرتفعة من البيليروبين في الدم، فإن ذلك قد يؤدي إلى تلف الدماغ في مناطق معينة (الإصابة بحالة اليرقان النووي). وقد يؤدي ذلك إلى الإصابة بالشلل الدماغي الكنعي.

### الشلل الدماغي الرخو
يبدو المصاب بالشلل الدماغي الرخو أعرجًا في مشيته ويمكنه أن يتحرك حركة محدودة فقط، وقد لا يستطيع الحركة على الإطلاق.

## علامات وأعراض
جميع أنواع الشلل الدماغي تتميز بوضعية غير طبيعية للعضلات، وردود أفعال وتطور حركي وتناسق غير طبيعيين.
تعتمد اعراض الشلل الدماغي على الجزء التالف بخلايا المخ ومدى تأئر الجهاز العصبي المركزي، ومهما كان مدى هذا التأثير فلا يستطيع الشخص التحكم كلية في تصرفاته وتوازنه واعراضه هي:
1- تشنجات
2- حركات لا ارادية
3- إدراك واحساس غير طبيعين
4- ضعف الرؤية والكلام والسمع
5- تخلف عقلي
6- اضطرابات في السلوك والحركة
أسباب الشلل الدماغي
1- اصابة المرأة الحامل بعدوى خلال فترة الحمل
2- الولادة المبكرة
3- نقص وصول الأكسجين للطفل
4- قد تحدث بعد الولادة نتيجة للتعرض لحادث
5- التسمم بالرصاص
6- العدوى الفيروسية
7- اساءة التعامل مع الطفل
وأكثر الأسباب شيوعا في هذه القائمة المذكورة عدم وصول الأكسجين أو الدم للجنين أو المولود حديثا بشكل كاف، وقد يحدث ذلك بسبب انفصال المشيمة في غير التوقيت المحدد لها، استغراق الولادة لوقت طويل من الزمن أو تلك الفجائية، التدخل في الحبل السري، عدم البراعة في توليد المرأة
أنواع الشلل الدماغي
توجد ثلاثة أنواع رئيسية
1- شللي (spastic) الذي تكون فيه الحركة صعبة
2- رعاش (athetoid) لا يتم التحكم في الحركات التي يمارسها الشخص
3- لا اتزاني (ataxic) يجمع بين الاضطراب في التوازن والإدراك العميق
تتميز كل أنواع الشلل الدماغي بوجود حالة غير طبيعية تصيب المقوية العضلية (بمعنى أن يتدلى الشخص في جلسته ولا يقوى على الجلوس منتصبًا) أو تصيب حركاته الانعكاسية أو نموه وتناسقه الحركيين. ويمكن أن يصاب المريض بتشوهات في المفاصل والعظام وانقباض مرضي (بمعنى أن تكون العضلات والمفاصل في وضع ثابت ومشدود بشكل دائم). وتكون الأعراض التقليدية لهذه الحالة هي: التشنجات والتقلصات العضلية وغيرهما من الحركات اللاإرادية (خاصةً إيماءات الوجه) والمشية غير الثابتة والمشكلات الخاصة بتوازن الجسم و/أو بعض المشكلات في الأنسجة الرخوة تتمثل في نقص الكتلة العضلية. أما مشية المقص (حيث تنحرف الركبتان تجاه الداخل وتتصالبا) وكذلك طريقة المشي على أطراف أصابع القدمين (وهي تشوهات تؤدي إلى أن يمشي المريض بطريقة تشبه الطريقة التي تتحرك بها عرائس الماريونيت)، فهي شائعة بين مصابي الشلل الدماغي القادرين على المشي. وعلى الرغم من ذلك، فإننا يمكن أن نعتبر مرض الشلل الدماغي شديد التنوع في أعراضه المرضية بوجه عام. ويمكن تمثيل التأثيرات الخاصة بالشلل الدماغي بسلسلة متصلة من الاختلالات الحركية يمكن أن تتمثل - عند طرف السلسلة الذي يمثل الأعراض الأقل في حدتها - في الحركة بطريقة غير متقنة لتصل - عند طرف السلسلة المقابل والذي يمثل الأعراض الأشد في حدتها - إلى الإعاقات الشديدة التي تجعل من التناسق الحركي أمرًا مستحيلاً على مستوى التطبيق العملي.
فالمواليد الذين يخرجون إلى الدنيا وهم يعانون من إصابات الشلل الدماغي الشديدة غالبًا ما يكون وضع جسمهم غير سوي، حيث تكون أجسامهم رخوة للغاية أو صلبة للغاية. أما العيوب الخلقية، مثل: انحناء السيساء أو عظام الفك صغيرة الحجم أو الرأس صغيرة الحجم، فأحيانًا ما تظهر جنبًا إلى جنب مع أعراض مرض الشلل الدماغي. وقد تظهر أعراض الشلل الدماغي أو تتغير مع تقدم الطفل في العمر. وقد لا تظهر أعراض واضحة للشلل الدماغي على بعض المواليد المصابين بالشلل الدماغي فور ولادتهم. وفي الأحوال التقليدية، يظهر الشلل الدماغي على الطفل بشكل واضح عندما يبلغ مرحلة تطور النمو التي تمتد ما بين الشهر السادس والنصف إلى الشهر التاسع ويبدأ عندها الطفل في الحركة. عندئذٍ، يظهر على الطفل تفضيله لاستخدام بعض أطرافه دون الأخرى أو يتصف نموه الحركي بالتأخر الشديد أو بعدم الاتساق.
أما الأعراض المرضية الثانوية، فيمكن أن تشتمل على: النوبات أو الصرع أو اللاأدائية أو عسر التلفظ أو اضطرابات التواصل الأخرى أو المشكلات التي تتعلق بتناول الطعام أو الإعاقات الحسية أو التأخر العقلي أو صعوبات التعلم و/أو الاضطرابات السلوكية.
أما الاضطرابات الخاصة بالنطق واللغة، فهي اضطرابات شائعة الحدوث بين مرضى الشلل الدماغي. ويقدر معدل حدوث الإصابة بحالة عسر التلفظ بنسبة تتراوح بين %31 و%88 من حالات الإصابة بالشلل الدماغي. وترتبط المشكلات الخاصة بالنطق بقدرة مريض الشلل الدماغي الضعيفة على التحكم في التنفس والخلل الوظيفي الحنجري والبلعومي، بالإضافة إلى اضطرابات النطق الشفوية التي ترجع إلى القدرة المحدودة على تحريك عضلات الفم والوجه.   ويمكن تقسيم عسر التلفظ إلى ثلاثة أنواع رئيسية ترتبط بأنواع الشلل الدماغي التالية: الشلل الدماغي التشنجي والشلل الدماغي المتميز بعسر الحركة (الاثيتويدي) والشلل الدماغي الرنحي.
وتتضمن الإعاقات الخاصة بالنطق في حالة عسر التلفظ المصاحب للشلل الدماغي التشنجي أربعة مظاهر رئيسية غير طبيعية تتصل بالحركة الإرادية، وهي: التشنجات والهزال والنطاق المحدود للحركة وبطء الحركة. أما الإعاقة التي تصيب آلية النطق في حالة الشلل الدماغي الكنعي، فترتبط بالاضطراب في تنظيم وتيرة التنفس والخلل الوظيفي الحنجري (حيث يكون صوت المريض أحادي الطبقة ومنخفضًا وضعيفًا ومصحوبًا بإطلاق أنفاس مسموعة). وترتبط أيضًا بخلل وظيفي نطقي (مدى واسع لحركات الفكين) ووضع غير سليم للسان المريض وعدم استقرار في ارتفاع سقف حلقه. أما عسر التلفظ المصاحب للشلل الدماغي الكنعي، فيتسبب فيه اضطراب نظام التغذية العكسية الحسية الحركية لأوامر الحركة المناسبة، والذي يعوق وصول أوامر الحركة بالشكل السليم؛ الأمر الذي يؤدي إلى قيام المريض بحركات خاطئة يعتبرها الآخرون حركات لاإرادية. أما عسر التلفظ المقترن بالشلل الدماغي الرنحي، فهو غير شائع بالنسبة لحالات الإصابة بالشلل الدماغي. وتتميز طريقة النطق في هذا النوع من أنواع الشلل الدماغي بالآتي: عدم دقة نطق الحروف الساكنة وخلل غير منتظم في مخارج الحروف وتشوه نطق الحروف المتحركة والتوكيد المفرط أو المتساوي على مقاطع الكلمات بشكل غير سليم ودونما تمييز بينها وتمديد الوحدات اللفظية والبطء في معدل الكلام واستخدام طبقة صوت واحدة وثبات ارتفاع الصوت على وتيرة واحدة والتحدث بصوت أجش. أما التأخر اللغوي الكلي، فهو عرض مصاحب لمشكلات التأخر العقلي والإعاقة السمعية والعجز المكتسب.
وتزداد لدى مرضى الشلل الدماغي من الأطفال احتمالية حدوث العجز المكتسب، إلى جانب فقدان القدرة على التواصل بشكل فعال مع من حولهم، الأمر الذي يجعل تواصلهم مع الآخرين محدودًا. وعادةً ما تستهدف أساليب التدخل المبكر لتحسين هذه الحالة تلك المواقف التي يتواصل فيها الأطفال المصابون بالشلل الدماغي مع بعضهم البعض حتى يدركوا قدرتهم على السيطرة على الأشخاص والأشياء في البيئة المحيطة بهم باستخدام هذه القدرة على التواصل، وتتضمن هذه التدريبات تنمية قدرة المصاب على الاختيار وعلى اتخاذ القرار وعدم الخوف من ارتكاب الأخطاء والتعلم منها.

### الهيكل العظمي الخاص بمريض الشلل الدماغي
تحتاج العظام إلى الضغط الذي يقوم به الجهاز العضلي الطبيعي السليم حتى تتمكن من اتخاذ الشكل والحجم الطبيعيين لها.  لذلك، يعكس فحص العظام الخاص بمرضى الشلل الدماغي العيوب العضلية المحددة التي يعاني منها المريض. وعادةً ما تكون سيقان عظامه رفيعة (نحيلة) وتصبح أكثر نحولاً أثناء النمو. فإذا تمت مقارنة سيقان العظام (الجدائل) (diaphyses) النحيلة مع مراكز العظام (الكراديس) (metaphyses)، تظهر هذه المراكز ضخمة الحجم (تكون منتفخة كالبالون). ومع ضعف استخدام العظام، قد يصيب الضمور الغضاريف المفصلية مما يؤدي إلى انكماش مساحات المفاصل. ووفقًا لدرجة التشنج المصاب به المريض، يظهر لدى مريض الشلل الدماغي تشوهات متنوعة في المفاصل الزاوية. ولأن أجسام الفقاريات تحتاج إلى قوى رأسية للجاذبية تمكنها من حمل أوزان أجسامها والإبقاء على وضعها منتصبًا لتنمو بالشكل السليم، يمكن أن يتسبب التشنج وكذلك طريقة المشي غير الطبيعية عند مرضى الشلل الدماغي في إعاقة عملية النمو السليم و/أو الكامل للعظام وللهيكل العظمي. وتميل أجسام مرضى الشلل الدماغي لقصر القامة مقارنةً بالطول المتوسط العادي للإنسان، وذلك لأن المرض يعوق عظامهم عن النمو الكامل وبلوغ الحد الأقصى للطول البشري. وأحيانًا ما تنمو عظامهم لأطوال مختلفة عن بعضها البعض، فتكون إحدى ساقي مريض الشلل الدماغي أطول من الأخرى.

## أسباب الإصابة بالشلل الدماغي
بينما لا يمكن تحديد أسباب الإصابة بالشلل الدماغي بالنسبة لبعض المرضى، تتركز الأسباب المرضية لإصابة حالات أخرى بهذا المرض في: تعرض الجنين لمشكلات خاصة بالنمو والتطور داخل الرحم (مثل تعرضه للإشعاع أو للعدوى) وتعرض الجنين لحالة الاختناق قبل الولادة وتعرض الدماغ لحالة نقص التأكسج وتعرض الوليد لحالة رضح الولادة أثناء المخاض والولادة، وكذلك المضاعفات التي يمكن أن تصيب الطفل في فترة حوالي الولادة أو في فترة طفولته المبكرة. وتكون الإصابة بالشلل الدماغي أكثر شيوعًا في حالة تعدد المواليد.
وقد أدت الدراسات التي تم إجراؤها في جامعة ليفربول إلى وضع فرضية تقول إن العديد من حالات الإصابة بالشلل الدماغي والحالات المرضية الأخرى التي يمكن أن يتعرض لها الوليد أثناء الولادة يتسبب فيها وفاة توأم متطابق معه في مرحلة مبكرة من الحمل. وقد يحدث ذلك عندما يتشارك التوأم في الدورة الدموية نفسها لتشاركهما المشيمة نفسها. وليس بالضرورة أن تتشارك التوائم المتطابقة كلها مصدر الإمداد الدموي نفسه (أي أن يكون التوأم أحادي المشيمة). ولكن، في حالة حدوث ذلك، يمكن أن يتسبب الاضطراب الحادث في تدفق الدم بين الجنينين في وفاة أحدهما والإضرار بنمو الجنين الذي بقي على قيد الحياة. ومن المعلوم لدى أطباء الولادة والقابلات أن الجنين صغير الحجم الذي توفي (الجنين القرطاسي) قد يتم العثور عليه أحيانًا ملتصقًا مع المشيمة بعد أن تتم عملية الولادة. وفي الماضي، لم يعتبر الناس هذا الأمر مهمًا، بل كان يتم تكتم أمر «التوأم المختفي» حرصًا على عدم إثارة مشاعر الفقد أو الحزن أو الذنب في نفس الأم، وكذلك - على وجه الخصوص - في نفس الوليد الذي كتب له الخروج إلى الدنيا دون شقيقه. وتتوقف التبعات المرضية لمثل هذه الحالة على شدتها وكذلك على مرحلة النمو التي كان الجنين يمر بها عندما حدث عدم التوازن في تدفق الدم بين التوأم. ومن المعتقد أن هذا المسبب المرضي يمكن أن يقدم تفسيرًا - ليس فقط للإصابة بالشلل الدماغي - ولكن أيضًا لوجود تشوهات للنمو خارجة عن المألوف في العين والقلب والمعي، وكذلك تشوهات دماغية معينة، مثل الاضطرابات الخاصة بهجرة الخلايا العصبية (ومثال ذلك، انعدام التلافيف (الدماغ الأملس) واندماج مقدم الدماغ) (الدماغ غير المنقسم).
وتتراوح نسبة مرضى الشلل الدماغي من الأطفال الذين جاءوا إلى الدنيا بعد ولادة مبكرة ما بين نسبة %40 و%50 من إجمالي عدد مرضى الشلل الدماغي من الأطفال. ويسهل تعرض الأطفال المبتسرين لهذا المرض لأن أعضاءهم تكون غير مكتملة النمو مما يؤدي إلى زيادة احتمالية إصابتهم بنقص التأكسج الذي يصيب الدماغ؛ وهو الأمر الذي يمكن أن تظهر تبعاته في إصابتهم بالشلل الدماغي. وتظهر إحدى المشكلات عند محاولة تفسير سبب الإصابة؛ وهي صعوبة التمييز بين الشلل الدماغي الذي ينتج عن التلف الذي يصيب الدماغ نتيجة الإمداد غير الكافي بالأكسجين وبين الشلل الدماغي الذي ينتج عن التلف الدماغي الذي يحدث للجنين قبل الولادة ويعجل بولادته قبل الأوان.
وقد أظهرت الأبحاث الحديثة أن تعرض الوليد للاختناق أثناء الوضع لا يمكن اعتباره السبب الأكثر أهمية للإصابة بالشلل الدماغي - فهذا السبب يقف وراء نسبة لا تتجاوز العشرة بالمائة من إجمالي عدد الحالات المصابة. بل قد يؤدي تعرض الأم لنوع من العدوى - بما في ذلك أنواع العدوى التي لا يمكن اكتشافها بسهولة - إلى مضاعفة احتمالية إصابة الجنين بالمرض بمقدار ثلاث مرات. ويحدث ذلك بصفة أساسية كنتيجة للتأثير السمي الذي يتعرض له دماغ الجنين من أنواع السيتوكين التي يتم إنتاجها كجزء من الاستجابة الالتهابية لجسم الأم لمقاومة العدوى التي أصابتها.
ويعتبر الانخفاض الشديد لوزن المولود من عوامل الخطر التي يمكن أن تؤدي إلى الإصابة بالشلل الدماغي. وعادةً ما يكون المواليد المبتسرون منخفضي وزن الولادة، حيث لا تتعدى أوزانهم 2.0 كيلوجرام، وذلك على الرغم من أن مواليد الحمل الكامل يمكن أن يكونوا منخفضي وزن الولادة أيضًا. وتزيد احتمالية الولادة المبكرة أو انخفاض وزن المولود في حالات تعدد المواليد عن حالات الولادة الفردية العادية.
أما الأسباب التي يمكن أن تؤدي إلى إصابة الطفل بالشلل الدماغي بعد الولادة فتشتمل على: التعرض للسموم الحيوية (الذيفان) والإصابة الشديدة بمرض الصفرة (اليرقان) والتسمم بالرصاص والإصابات المادية التي يتعرض لها الدماغ ومتلازمة الطفل المرتج، وتعرض الطفل لبعض الحوادث مثل تعرض الدماغ لنقص التأكسج (في حالة مرور الطفل بتجربة الغرق الوشيك) وإصابته بمرض التهاب الدماغ أو التهاب السحايا. ويمكن اعتبار أن الأسباب الثلاثة الأكثر شيوعًا لإصابة الطفل الصغير بالاختناق هي: اختناق الشرقة بسبب دخول جسم غريب إلى مجرى التنفس، مثل الألعاب وأجزاء الطعام، وكذلك التسمم والتعرض للغرق الوشيك.
أما بعض أشكال الشذوذ التركيبي الخاص بالدماغ مثل انعدام التلافيف، فقد تظهر في السمات الإكلينيكية الخاصة بمرض الشلل الدماغي، وذلك على الرغم من وجود تباين في الآراء حول اعتبار المريض في هذه الحالة مصابًا بالشلل الدماغي من عدمه (حيث يقول البعض إن الشلل الدماغي ينبغي أن ينتج عن تلف الدماغ، بينما يكون دماغ الأشخاص الذين يظهر هذا الشذوذ التركيبي في تكوينهم الدماغي غير طبيعي من البداية).  وعادةً ما يحدث ذلك في حالات الاضطراب الكروموسومي نادرة الحدوث، بينما لا يمكن اعتبار الشلل الدماغي مرضًا جينيًا أو وراثيًا.

## التشخيص
في الماضي، كان تشخيص الإصابة بمرض الشلل الدماغي يعتمد على التاريخ الطبي للمريض وفحصه جسديًا. وعندما يتم تشخيص الإصابة بالشلل الدماغي، يكون إجراء الاختبارات التشخيصية الأخرى مسألة اختيارية. وقد قامت الأكاديمية الأمريكية لطب الأعصاب بنشر مقال في عام 2004
قدمت فيه دراسة في ضوء البيانات والأدلة المتوافرة عن المرض باستخدام الأشعة المقطعية بالكمبيوتر (CT) والتصوير بالرنين المغناطيسي (MRI). واقترح المقال أن تصوير الأعصاب باستخدام الأشعة المقطعية بالكمبيوتر أو بالرنين المغناطيسي مضمون النتيجة في حالة كون المسبب المرضي للإصابة بالشلل الدماغي غير معروف، ويكون استخدام التصوير بالرنين المغناطيسي مفضلاً على استخدام الأشعة المقطعية بالكمبيوتر بسبب نتيجة التشخيص التي يمكن الحصول عليها وكذلك بسبب كونه أكثر أمانًا في الاستخدام. وفي حالة الكشف عن حالة غير طبيعية، يمكن أن توضح دراسة تصوير الأعصاب التوقيت الذي حدثت فيه الإصابة المبدئية بالمرض. ويمكن أن يكشف استخدام الأشعة المقطعية بالكمبيوتر والتصوير بالرنين المغناطيسي - أيضًا - عن الحالات المرضية القابلة للعلاج، مثلما هي الحال في إصابات: استسقاء الدماغ وتثقب الدماغ والتشوه الشرياني الوريدي والورم الدموي تحت الجافية والورم الرطب والورم دودي الشكل. (وهي حالات افترض عدد قليل من الدراسات وجودها في نسبة تتراوح ما بين %5 إلى %22 من إجمالي عدد الحالات المصابة بالشلل الدماغي). علاوةً على ذلك، تشير دراسة تصوير الأعصاب التي تكشف عن حالة غير طبيعية عن وجود احتمالية كبيرة لإصابة مريض الشلل الدماغي بحالات مرضية مصاحبة، مثل: الصرع والتأخر العقلي.

## العلاج
لا يوجد علاج معروف لمرض الشلل الدماغي، ولكن توجد أنواع متعددة من العلاجات يمكن أن تساعد الشخص المصاب بهذا الاضطراب المرضي في أن يعيش ويقوم بالمهام المطلوبة منه في الحياة بشكل أكثر كفاءة. وبوجه عام، كلما بدأ العلاج مبكرًا، سنحت الفرصة للأطفال المصابين بهذا المرض أن يتغلبوا على إعاقات النمو التي يعانون منها أو أن يتعلموا أساليب جديدة تجعلهم يتمكنون من أداء المهام التي يقف المرض عائقًا أمام قيامهم بها. ويمكن أن يبدأ التدخل العلاجي الفعال منذ دخول المولود إلى وحدة العناية المركزة الخاصة بالأطفال حديثي الولادة (Neonatal Intensive Care Unit؛ والتي تتم الإشارة إليها اختصارًا بالحروف NICU). ويمكن أن يشتمل العلاج على واحد أو أكثر من الإجراءات التالية: العلاج الطبيعي والعلاج الوظيفي وعلاج النطق واستخدام الأدوية للتحكم في النوبات التي تصيب المريض وتسكين الألم أو التخفيف من وطأة التقلصات العضلية (ومن أمثلة الأدوية التي يتم استخدامها للقيام بذلك: البنزوديازيبينات والباكلوفين والإنتراثيكال فينول/والإنتراثيكال باكلوفين) والعلاج بالأكسجين ذي الضغط العالي واستخدام مادة البوتوكس لإرخاء تقلص العضلات والتدخل الجراحي لتصحيح أشكال الشذوذ التشريحية أو تحرير العضلات المشدودة واستخدام الدعامات والأجهزة التقويمية الأخرى والمشايات المتحركة والوسائل التي تساعد على تواصل المرضى مع الآخرين؛ مثل أجهزة الكمبيوتر التي تتصل بها أجهزة ملحقة لاصطناع الأصوات في حالة عدم قدرة المريض على الكلام. وعلى سبيل المثال، يمكن أن يساعد استخدام دعامة الوقوف في الحد من التشنجات وتحسين مدى الحركة بالنسبة لمريض الشلل الدماغي الذي يستخدم الكرسي المتحرك. وعلى الرغم من ذلك، تتحقق فائدة محدودة من استخدام هذه العلاجات. فعادةً ما تتعامل هذه العلاجات مع الأعراض ويكون التركيز فيها على مساعدة المريض في الارتقاء بأكبر عدد ممكن من مهاراته الحركية أو في تعلم كيفية الاستعاضة عن عدم وجودها بأشياء أخرى. أما بالنسبة لمرضى الشلل الدماغي غير القادرين على الكلام، فعادةً ما ينجحون في الاستفادة من أنظمة التواصل البديلة والمساعدة، مثل استخدام رموز بليس (Blisssymbols).

### التغذية والمواد المستخدمة مع مرضى الشلل الدماغي
الدعم الغذائي المبكر لمريض الشلل الدماغي
كشفت إحدى الدراسات الإحصائية المجموعية التي شملت عدد 490 من المواليد المبتسرين الذين خرجوا من وحدات العناية المركزة الخاصة بحديثي الولادة عن أن معدل نمو المولود خلال إقامته في المستشفى يرتبط بالوظائف العصبية التي يستطيع القيام بها في الفترة العمرية التي تمتد ما بين الشهر الثامن عشر والشهر الثاني والعشرين. ووجدت الدراسة تراجعًا ملحوظًا في معدل حدوث الإصابة بالشلل الدماغي في مجموعة الأطفال المبتسرين الذين تحققت لهم أعلى سرعة للنمو. واقترحت الدراسة أن التغذية والنمو الكافيين يلعبان دورًا وقائيًا في السيطرة على الإصابة بالشلل الدماغي.
العلاج باستخدام دم الحبل السري : لم يتم نشر أي بيانات مستقاة من التجارب العشوائية المراقبة أو من التحليل الجمعي لشرح دور هذه الوسيلة العلاجية في التعامل مع حالات الإصابة بالشلل الدماغي. 
وفي مارس من عام 2008، تمت استضافة أحد الصبية المصابين بالشلل الدماغي في البرنامج التليفزيوني المعروف باسم Today Show بصحبة عائلته. لاحظ والدا هذا الصبي أن ابنهما لا يستطيع الاعتماد على نفسه في المشي، وكان يبدو وكأنه «يبتلع لسانه» في بعض المرات. وفي نهاية الأمر، تم تشخيص إصابة ابنهما بالشلل الدماغي، واستطاع أن يمشي بمساعدة مشاية لوقت قصير. وفي وقت سابق من العام نفسه، اشترك الصبي في تجربة إكلينيكية تم فيها استخدام دم الحبل السري الخاص به الذي كان والداه قد احتفظا به منذ ولادته. وذكر والداه أنه بعد مرور خمسة أيام من القيام بهذا الإجراء، كان طفلهما يمشي بمفرده ويتكلم، وهي أمور ذكرت والدته أنه كان عاجزًا عن القيام بها بمفرده؛ بل كان تمكنه من القيام بها بمفرده في أي وقت من الأوقات في المستقبل محلاً للشك. وذكر والدا الصبي - أيضًا - أن الأطباء قد أخبروهم بأنه إذا استمر معدل تقدمه العلاجي من غير أن يعوقه أي أمر حتى بلوغه سن السابعة، فسيمكن عندئذ أن يتم الإعلان بشكل قاطع عن شفائه.
العلاج بالأكسجين ذي الضغط العالي (HBOT)، وفيه يتم استنشاق الأكسجين داخل غرفة الضغط العالي، وذلك لعلاج مرضى الشلل الدماغي وفقًا للنظرية التي تقول إن تحسين حالة توافر الأكسجين بالنسبة لخلايا الدماغ التي تعرضت للتلف يمكن أن يعيد تنشيط بعضها حتى تعاود العمل بشكل طبيعي. ويعتبر استخدام هذه الطريقة لعلاج الإصابة بالشلل الدماغي موضوعًا مثيرًا للجدل. وخلصت مراجعة منهجية تم إجراؤها في عام 2007 إلى أن تأثير العلاج بالأكسجين ذي الضغط العالي على مرضى الشلل الدماغي لا يختلف اختلافًا ملحوظًا عن استخدام هواء الغرفة العادي بعد ضغطه. كذلك، خلصت المراجعة إلى أن الأطفال الذين يخضعون للعلاج بالأكسجين ذي الضغط العالي سيتعرضون إلى أثر طبي عكسي، مثل حدوث النوبات والحاجة لاستخدام أنابيب معادلة ضغط الأذن. وبسبب عدم كفاءة تقييم البيانات، خلصت المراجعة - أيضًا - إلى أن تقييم مدى انتشار هذه الآثار الطبية العكسية بين المرضى أمر غير مؤكد.
الاستشارة الخاصة بالتغذية، وقد يفيد ذلك في حالة عدم الوفاء بالاحتياجات الغذائية للمريض بسبب المشكلات التي يتعرض لها عندما يتناول بعض الأغذية. 

### العلاج البينشخصي
العلاج الطبيعي (الذي تتم الإشارة إليه بالحرفين PT)، وفيه يتم تصميم برامج لتشجيع المريض على بناء قاعدة صلبة ينطلق منها للاستمرار في تحسين طريقته في المشي وحركته الإرادية بالإضافة إلى برامج إطالة العضلات للحد من انقباضها المرضي. ويعتقد الكثير من الخبراء في هذا المجال أن استخدام مريض الشلل الدماغي لبرنامج علاج طبيعي مدى الحياة يعتبر أمرًا حيويًا للحفاظ على المقوية العضلية وتركيب العظام والوقاية من إصابة المفاصل بالخلع.
العلاج الوظيفي، ويساعد كل من البالغين والأطفال على الحياة بأفضل شكل ممكن وعلى التكيف مع إعاقاتهم والحياة في استقلالية قدر الإمكان.
علاج النطق، يساعد في التحكم في عضلات الفم والفك، وكذلك في تحسين القدرة على التواصل مع الآخرين. وبالصورة نفسها التي يؤثر بها الشلل الدماغي على الطريقة التي يحرك بها مرضاه أذرعهم وأرجلهم، يمكن أن يؤثر على الطريقة التي يحركون بها أفواههم ووجوههم ورؤوسهم. ويجعل ذلك الأمر مريض الشلل الدماغي يعاني من صعوبات في التنفس والتحدث بوضوح وقضم الطعام ومضغه وبلعه. وعادةً ما يبدأ علاج النطق قبل سن دخول الطفل إلى المدرسة ويستمر على مدار سنوات دراسته المدرسية.
التعليم الإرشادي (CE) وقد تم العمل على تطوير هذه الفكرة التي وضع الأساس لها András Pető - وهو من رواد محاولات إعادة التأهيل الجسدي لمرضى الشلل الدماغي - في المجر بدءًا من عام 1945. وهذا النظام الموحد يهدف إلى إعادة تأهيل مرضى الاضطرابات العصبية التي تشمل الشلل الدماغي ومرض باركنسن ومرض التصلب العصبي المتعدد وغيرها من الحالات المرضية. ومن المفترض أن هذا النوع من التعليم يعمل على تحسين الحركة ويعزز تقدير الذات ويدعم القدرة على التحمل، وكذلك يعمل على تحسين المهارات الحياتية اليومية والمهارات الاجتماعية. وفي هذا النمط من التعليم، يكون المرشد هو الشخص المحترف الذي يقوم بتوصيل مفاهيم التعليم الإرشادي بمشاركة الوالدين والأطفال. ويجب أن يتم تطبيق المهارات التي يتم تعلمها عن طريق التعليم الإرشادي يوميًا، وذلك للمساعدة في الارتقاء بإدراك المريض المعرفي الذي يناسب عمره وكذلك بمهاراته الاجتماعية والنفسية الانفعالية. ويتوافر هذا النمط من التعليم في مراكز متخصصة في تقديم التعليم الإرشادي.
التغذية الحيوية المرتدة، وهو علاج بديل يتعلم من خلاله مرضى الشلل الدماغي كيفية التحكم في عضلاتهم المصابة. ويتعلم بعض المرضى أساليب للحد من التوتر العضلي الذي يصيبهم باستخدام هذه التقنية. ولا يمكن أن تساعد التغذية الحيوية المرتدة في علاج كل حالات الإصابة بالشلل الدماغي.
العلاج العصبي الإدراكي يعتمد هذا النوع من العلاج على مبدأين أساسيين أثبتا فاعليتهما. أولهما هو المرونة العصبية. حيث يكون الدماغ قادرًا على تغيير تركيبه، وكذلك على أداء وظائفه بشكل يجعله يتمكن من الوفاء بالاحتياجات التي تفرضها عليه أي بيئة معينة تحيط به. وبالتالي، إذا تم وضع الطفل في البيئة العصبية المناسبة له، ستتحقق له أفضل فرص إحراز التقدم. وثانيهما هو أن التعلم يؤدي إلى التطور. وفي مطلع القرن العشرين، تم إثبات ذلك على يد أخصائي علم النفس Lev Vygotsky. فهو يرى أن تعلم الأطفال ما هو إلا نوع من أنواع النشاط الاجتماعي في المقام الأول يمكن تحقيقه عن طريق التفاعل مع أفراد المجتمع الأكثر مهارةً. وهناك العديد من الدراسات التي تقدم الدليل على صحة هذا النظرة. وعلى الرغم من ذلك، فإنه لا توجد أية دراسات مراقبة تم إجراؤها على العلاج العصبي الإدراكي.
التنميط هو أحد الأنواع المثيرة للجدل من العلاج البديل لمرضى الشلل الدماغي. ويروج لاستخدام هذا الأسلوب العلاجي المنظمة المعروفة باسم The Institutes for the Achievement of Human Potential (والتي تتم الإشارة إلى اسمها اختصارًا بالحروف IAHP)، وهي منظمة غير ربحية يقع مقرها في فيلادلفيا. وعلى الرغم من ذلك، انتقدت الأكاديمية الأمريكية لطب الأطفال هذا الأسلوب العلاجي. وقد صدق على فاعلية استخدام الأساليب العلاجية التي تتبعها منظمة IAHP العالم الأمريكي الحائز على جائزة نوبل وصاحب الإنجازات في مجالي الكيمياء والفيزياء لينوس باولينج، كما أقر بفاعليتها بعض آباء الأطفال الذين تم علاجهم باستخدام هذه الأساليب.
تم تصميم كل من طريقتي العلاج بالتدليك للمساعدة في إرخاء العضلات المشدودة وتقوية العضلات والحفاظ على مرونة المفاصل.

#### العلاج الوظيفي
يجعل العلاج الوظيفي (الذي تتم الإشارة إليه اختصارًا بالحرفين OT) المصابين بالشلل الدماغي يتمكنون من المشاركة في أنشطة الحياة اليومية المهمة بالنسبة لهم. ويستخدم هذا الأسلوب العلاجي فلسفة تستهدف الأسرة في المقام الأول. ويرتبط عمل المتخصصين في العلاج الوظيفي بأسر المرضى أشد الارتباط في محاولة منهم لاستهداف ما يبعث القلق في نفوس هذه الأسر والتعرف على الأولويات التي يريدون التعامل معها بالنسبة لحالة أبنائهم المرضية. وقد يستهدف المتخصصون في مجال العلاج الوظيفي موضوعات تتعلق بالإعاقات الحسية أو الإدراكية أو الحركية الناتجة عن الإصابة بالشلل الدماغي والتي تؤثر في اشتراك الطفل في سبل العناية الذاتية أو الإنتاجية أو الاستمتاع بوقت الفراغ. ويعتبر إرشاد الآباء ركنًا أساسيًا من أركان العلاج الوظيفي؛ حيث يتصل هذا الأمر بتنمية مهارات الآباء فيما يتعلق برعاية الأبناء المصابين بهذا المرض واللعب معهم، وذلك بهدف الارتقاء بقدرات الطفل في القيام بمختلف الأمور. وفي الأحوال التقليدية، يقوم المعالج الوظيفي بتقييم حالة الطفل المرضية لتحديد قدراته والصعوبات التي يواجهها، وتحديد الظروف البيئية التي تحيط به، مثل التأثيرات المادية والثقافية التي تترك أثرها على اشتراكه في أنشطة الحياة اليومية. وقد يوصي المعالج الوظيفي - أيضًا - بإضفاء بعض التغييرات على المساحة التي يلعب فيها الطفل وعلى تكوين الحجرة أو المبنى الذين يتواجد فيهما وعلى التقنيات التي يتم استخدامها لمساعدته في الجلوس وتحسين وضعه الجسماني، وذلك حتى يستطيع الطفل أن يلعب ويتعلم بكفاءة أكبر.

### الإحساس بالألم واضطرابات النوم
يعتبر الألم من أهم الأمور التي تبعث القلق في نفوس الأطفال الذين أثبت التشخيص الطبي إصابتهم بالشلل الدماغي. وقد ينشأ هذا الألم عن العيوب الخلقية التي تقترن بالإصابة بالمرض، بالإضافة إلى الإجراءات العلاجية التي لا حصر لها التي يخضع لها مرضى الشلل الدماغي من الأطفال بصفة منتظمة. وتزيد احتمالية أن يعاني المصابون بالشلل الدماغي من الأطفال - أيضًا - من اضطرابات النوم المزمنة التي تقترن بوجود عوامل جسدية وبيئية تصاحب الإصابة بالمرض.

### الجراحة والأجهزة التقويمية
عادةً ما تشتمل الجراحة التي يتم إجراؤها لمرضى الشلل الدماغي على إجراء واحد أو أكثر من الإجراءات التالية:
- إرخاء العضلات المشدودة وتحرير المفاصل الثابتة، ويتم إجراء معظم هذه الجراحات في منطقة الأرداف والركبتين وأوتار المأبض والكاحل. وفي حالات نادرة، قد يتم استخدام هذه الجراحة مع الأشخاص الذين يعانون من التيبس في مناطق المرفقين والرسغين واليدين وأصابع اليدين.
- وعادةً ما يتم وضع مضخة باكلوفين في جسد المريض في أوائل فترة البلوغ. وفي المعتاد يتم وضع المضخة في الجهة اليسرى من البطن. وتتصل هذه المضخة بالحبل الشوكي، وتقوم بإرسال مقدار ضئيل من الباكلوفين لتهدأة الانقباضات المستمرة للعضلات. ويعمل دواء الباكلوفين كدواء مرخٍ للعضلات، ويتم إعطاؤه لمرضى الشلل الدماغي للمساعدة في التغلب على التشنجات.
- استعدال الالتواءات غير الطبيعية في عظام الساق، مثل الالتواء في منطقة الفخذ (الذي يطلق عليه اسم التواء عظمة الفخذ للأمام - fermoral anteversion) وفي عظمة القصبة (التفاف القصبة - tibial torision). ويعتبر ذلك من المضاعفات الثانوية التي يسببها تشنج العضلات الذي يولد ضغطًا غير عادي على العظام، وعادةً ما يؤدي إلى حدوث حالة اتجاه الأصابع للداخل (intoeing) أو مشية أرجل الحمام (pigeon-toed gait). ويتم إطلاق اسم جراحة إعادة دوران العظام (derotation osteotomy) على هذا النوع من الجراحات، حيث يتم فيها كسر العظمة (قطعها) ثم وضعها مستقيمة في الوضع السليم.[40]
- قطع أعصاب الأطراف الأكثر تضررًا من حركات المريض اللاإرادية والتقلصات العضلية التي يعاني منها ويتم إطلاق اسم جراحة قطع الجذور الانتقائي على هذا النوع من الإجراءات الطبية. ويعني المقطع

"rhizo" جذور، أما المقطع "tomy"، فيعني قطع؛ وهو مشتق من اللاحقة اليونانية 'tomia'. وتهدف هذه الجراحة إلى الحد من التقلصات والسماح بدرجة أكبر من المرونة والتحكم في الأطراف والمفاصل المصابة.
- الحقن بالمادة البروتينية المعروفة باسم بوتولينيوم توكسين من النوع A (البوتوكس) داخل العضلات التي تعاني من التشنجات أو الانقباضات المرضية. ويكون الهدف من ذلك هو تخفيف الإعاقة والألم الناتجين عن التقلص غير السليم للعضلة.[42]

الأجهزة التقويمية مثل استخدام مقومات القدم والكاحل الخارجية (وهي الأجهزة التي تتم الإشارة إليها اختصارًا بالحروف AFOs) ويتم وصفها عادةً كعلاج لطرق المشي غير السوية. وقد ثبتت فاعلية استخدام أجهزة AFOs في تحسين العديد من الأمور المرتبطة بعملية التنقل والسير، بما في ذلك الحد من كمية الطاقة التي يبذلها المريض في هذه الأمور، وكذلك في زيادة سرعة سير المريض والتباعد بين خطواته.

### تنظيم درجة حرارة الجسم
أثبتت إحدى الدراسات الحديثة أن تبريد أجسام ودماء أطفال ولادة التمام من فئة الخطر المرتفع بعد ولادتهم بفترة وجيزة قد يقلل إلى درجة ملحوظة من فرص تعرضهم لأي نوع من أنواع الإعاقة أو للوفاة.

## التكهن بتطورات الإصابة بالشلل الدماغي
لا يعتبر الشلل الدماغي اضطرابًا مرضيًا يتطور إلى الأسوأ (مما يعني أن التلف الحادث للدماغ لا يتحسن ولا يصبح أكثر سوءًا). ولكن، قد تصبح أعراض المرض أكثر شدة بمرور الوقت بسبب التلف الذي يصيب المنطقة الواقعة في الدماغ والمعروفة باسم تحت الأم الجافية. ويمكن أن تتحسن حالة المريض بهذا الاضطراب إلى حد ما خلال فترة الطفولة إذا تلقى عناية مركزة على يد أحد الأخصائيين. ولكن، بمجرد أن تشتد العظام والجهاز العضلي، قد يكون من المطلوب اللجوء لجراحة تقويم العظام حتى يمكن أن يطرأ تحسن ملحوظ على الحالة. ويكون مرضى الشلل الدماغي أكثر عرضة للإصابة بالتهاب المفاصل في سن مبكرة عن غيرهم من الأشخاص، ويحدث ذلك بسبب الضغط الواقع على المفاصل من العضلات التي تتميز بالقوة والتصلب المبالغ فيهما.
ولن يتم - عادةً - الكشف عن الإمكانات العقلية الكاملة للطفل الذي ولد مصابًا بالشلل الدماغي حتى يبلغ سن الدخول إلى المدرسة. ويكون مصابو الشلل الدماغي أكثر عرضة لمواجهة أنواع صعوبات التعلم، ولكن لا يرتبط هذا الأمر بقدرة المريض على التفكير أو بمستوى ذكائه. ويتفاوت المستوى العقلي لمصابي الشلل الدماغي من العبقرية إلى الإصابة بالتأخر العقلي - تمامًا مثلما هي الحال مع سائر البشر. وقد أوضح الخبراء أهمية عدم التقليل من شأن قدرات مريض الشلل الدماغي أو الاستهانة بها، كما أكدوا على ضرورة حصول هؤلاء المرضى على كل فرصة ممكنة للتعلم.
وتتباين قدرة مرضى الشلل الدماغي على الاستقلالية والاعتماد على أنفسهم في مختلف شؤون حياتهم وفقًا لشدة الحالة. وقد يحتاج بعض المصابين إلى الاستعانة بخدمات مساعد شخصي لهم في الأنشطة كلها التي يقومون بها في حياتهم اليومية. وهناك من مرضى الشلل الدماغي من يستطيعون أن يعيشوا حياة شبه مستقلة؛ حيث لا يحتاجون إلى دعم من الآخرين إلا من أجل القيام بأنشطة معينة دون غيرها. وهناك بعض مرضى الشلل الدماغي القادرين على الحياة في استقلالية تامة. وعادةً ما تتغير درجة احتياج المريض للحصول على المساعدة الشخصية مع تقدمه في العمر والتدهور المصاحب للتقدم في العمر. وعلى الرغم من ذلك - وفي معظم حالات الإصابة بالشلل الدماغي - من المتوقع أن يعيش المرضى متوسط العمر المأمول العادي بالنسبة لغير المرضى. وقد اتضح أن القدرة على البقاء على قيد الحياة ترتبط بقدرة المريض على التنقل والحركة واستخدامه وسائل المساعدة على التنقل ذات العجلات واعتماده على نفسه في تناول الطعام. ولأن الإصابة بالشلل الدماغي لا تؤثر على وظيفة الجهاز التناسلي للمريض بشكل مباشر، فإن بعض مرضى الشلل الدماغي لديهم أطفال ويمارسون دورهم في رعاية أبنائهم بشكل ناجح.
ووفقًا للمعلومات الواردة في الموقع الإليكتروني Online Mendelian Inheritance in Man (والذي تتم الإشارة إليه اختصارًا بالحروف OMIN) - وهو موقع يعرض الصفات والاضطرابات المرتبطة بمبادئ الوراثة المندلية - تكون نسبة %2 فقط من إجمالي عدد الحالات المصابة بالشلل الدماغي لها أصل وراثي (وترتبط بوجود أحد الإنزيمات - وهو إنزيم glutamate decarboxylase-1 - الذي تم الكشف عن ارتباطه بالإصابة بهذه الحالة.) ولا يوجد دليل قائم على زيادة نسبة الإصابة بمرض الشلل الدماغي بين أطفال مرضى الشلل الدماغي.
ويكون للعلامات والأعراض المصاحبة للإصابة بمرض الشلل الدماغي تأثيرها الملحوظ على أداء المريض لوظائفه الحياتية المختلفة. ويعتبر مصطلح الوظيفة الحياتية مصطلحًا يتم استخدامه في مجال العلاج الوظيفي ليشير إلى الأنشطة كلها التي يقوم بها الشخص على مدار يومه. ويمكن أن يتم تقسيم هذه الأنشطة إلى فئات العناية الذاتية والإنتاجية والأنشطة التي يتم القيام بها في أوقات الفراغ. ويمكن أن تترك الإعاقات المرتبطة بالإصابة بالشلل الدماغي أثرها على هذه الأنشطة. فعلى سبيل المثال، قد يواجه الأطفال المصابون بإعاقات حركية صعوبات في التنقل في أرجاء المنزل الذي يعيشون فيه أو في المجتمع الذي ينتمون إليه، مثل صعوبة وجود وسيلة نقل مناسبة تساعدهم على الحركة أو صعوبة الانتقال من غرفة لأخرى أو صعوبة الانتقال من الجلوس فوق الكرسي ذي العجلات إلى الجلوس فوق المرحاض.

### العناية الذاتية
يمكن أن نعتبر أن العناية الذاتية هي أي نشاط يقوم به الطفل ليعتني بذاته. وبالنسبة للعديد من مرضى الشلل الدماغي من الأطفال، يكون للأبوين دور رئيسي في أداء أنشطة العناية الذاتية الخاصة بأبنائهم. ويمكن أن يكون القيام بأنشطة العناية الذاتية، مثل: الاستحمام وارتداء الملابس والاعتناء بالمظهر العام للشخص وتناول الطعام، أمرًا يصعب على مرضى الشلل الدماغي من الأطفال القيام به لأن العناية بالذات تعتمد في المقام الأول على استخدام الأطراف العلوية للجسم. أما بالنسبة للمرضى الذين يتعايشون مع إصابتهم بالشلل الدماغي، فتؤثر الإعاقة التي تصيب وظائف الأطراف العلوية للجسم في نسبة تصل إلى %50 من الأطفال المصابين، وتعتبر العامل الرئيسي الذي يساهم في تقليص حجم الأنشطة التي يقومون بها ومشاركتهم في الحياة. ولأنه يتم استخدام اليدين للقيام بالكثير من المهام المتعلقة بالعناية الذاتية، يكون من المنطقي أن تؤثر الإعاقات الحسية والحركية على الأوجه اليومية المختلفة للعناية الذاتية. وتتوقف درجة إعاقة اليدين على الموضع المصاب بالتلف في الدماغ وعلى شدة هذا التلف.
فقد تجعل الإعاقات الحسية من مسألة ارتداء الملابس وتنظيف الأسنان بالفرشاة أمرًا صعبًا. وبالإضافة إلى الإعاقات الحسية، يسود اعتقاد بأن الإعاقات الحركية لليدين هي المسؤولة عن الصعوبات التي يواجهها المريض في القيام بأنشطة العناية الذاتية اليومية. وعلى الرغم من ذلك، يمكن اعتبار الإعاقات الحركية أكثر أهميةً وتأثيرًا في حياة المرضى من الإعاقات الحسية، مع الأخذ بعين الاعتبار أن أكثر أنواع هذه الإعاقات شيوعًا هي مهارة استخدام أصابع اليدين (وهي المهارة اللازمة حتى يكون الإنسان قادرًا على التعامل مع الأجسام الصغيرة). وتعتبر مهارة استخدام أصابع اليدين مهارة ضرورية لربط الأزرار وسحب السوستة والتعامل مع أربطة الأحذية. ومع وجود التشنجات التي تهاجم الأطراف العلوية من الجسم، قد يصبح من الصعب على المريض أن يرتدي ملابسه كل صباح. فإذا كان مريض الشلل الدماغي يعاني - أيضًا - من قصور معرفي، فقد يضيف ذلك تحديًا إضافيًا يجب أن يواجهه عند محاولته ارتداء ملابسه والاعتناء بمظهره العام.
وعادةً ما يعاني مرضى الشلل الدماغي من الأطفال من اضطرابات حسية تؤثر على عملية النطق؛ ويعني ذلك أنهم يعانون من الحساسية الضئيلة أو المفرطة في المنطقة الواقعة حول الفم أو بداخله. فالطفل الذي يعاني من مرض الشلل الدماغي قد يكون غير قادر على الرضاعة أو البلع أو المضغ؛ وهي أمور قد تؤدي إلى وجود صعوبات في عملية الأكل. وكما ورد في فقرة سابقة من هذا الموضوع، يعد الافتقار لمهارة استخدام أصابع اليدين أكثر الإعاقات الحركية انتشارًا بين مرضى الشلل الدماغي. فهذه المهارة أساسية حتى يكون الشخص قادرًا على استخدام أدوات المائدة كالسكاكين أو على وضع الطعام داخل فمه. وتكون الإعاقة المتمثلة في عدم القدرة على القيام بالمهام الدقيقة التي تستلزم التحكم في أطراف الأصابع - مثل التقاط الملعقة - أكثر شيوعًا لدى مرضى الشلل الدماغي من الإعاقات المتمثلة في عدم القدرة على القيام بالمهام العادية التي تتطلب قدرًا أقل من الدقة والتحكم اليدويين - مثل غرف الطعام بالملعقة في الطبق. أما الإعاقات التي تصيب قوة قبضة اليد، فهي أقل شيوعًا بين مرضى الشلل الدماغي. وبوجه عام، قد يصادف مرضى الشلل الدماغي من الأطفال صعوبات في عملية مضغ وبلع الطعام والإمساك بأدوات المائدة وإعداد الطعام بسبب الإعاقات الحسية والحركية التي يعانون منها.

### الإنتاجية
لا تترك الإعاقات الحسية والحركية والإدراكية التي يعاني منها مرضى الشلل الدماغي من الأطفال أثرها على الوظائف الحياتية الخاصة بعنايتهم بأنفسهم فقط، بل تؤثر أيضًا على الوظائف الحياتية الخاصة بإنتاجيتهم. ويمكن أن تشتمل الإنتاجية على مجالات: المدرسة والعمل والأعمال المنزلية الروتينية والمشاركة المجتمعية - وإن كانت لا تقتصر على هذه المجالات فحسب. ويمكن أن نعتبر اللعب مجالاً آخر من مجالات الوظائف الحياتية الإنتاجية، لأنه عادةً ما يكون النشاط الرئيسي الذي يقوم به الأطفال.
وهكذا، يكون اللعب الوظيفة الحياتية الأساسية التي يقوم بها الأطفال. فإذا أصبح من الصعب على الطفل أن يلعب بسبب الإعاقة التي يعاني منها - مثل الإصابة بالشلل الدماغي - سيسبب له ذلك مشكلات. ويمكن أن تترك هذه الصعوبات أثرها على تقدير الطفل لذاته وإحساسه بقيمته الذاتية وجدارته. كذلك، تؤثر المشكلات الحسية والحركية التي يعاني منها مرضى الشلل الدماغي من الأطفال على الكيفية التي يتفاعلون بها مع ما يحيط بهم، ويتضمن ذلك البيئة المحيطة وكذلك الأشخاص الآخرين الذين يعيشون معهم في المجتمع. ولا يمكن أن نعتبر أن القيود الجسدية التي تفرضها إصابة الطفل بالشلل الدماغي على قدرته على اللعب هي النوع الوحيد من القيود التي تؤثر على أنشطة اللهو الخاصة به. ولكن، يوجد نوع آخر من القيود التي يفرضها عليه الأشخاص المسؤولون عن رعايته وكذلك رفقاء لعبه. وفي الأحوال التقليدية، يقضي الأطفال الذين يعانون من الإعاقة معظم أوقات اللهو بمفردهم. وعندما تمنع الإعاقة الطفل من اللعب، قد ينشأ عن هذا الوضع مشكلات اجتماعية وانفعالية ونفسية؛ وهو أمر قد يؤدي إلى زيادة اعتماد الطفل على من حوله وكذلك إلى افتقاره للباعث القوي على الحركة وإلى عدم قدرته على اكتساب المهارات الاجتماعية.
أما بالنسبة للمدرسة، فيكون مطلوبًا من الطلاب أن يقوموا بأداء الكثير من المهام والأنشطة التي ينطوي الكثير منها على استخدام مهارة الكتابة. ويتمتع العديد من مرضى الشلل الدماغي من الأطفال بالقدرة على التعلم والكتابة في البيئة المدرسية. ولكن، قد يواجه الطلاب من مرضى الشلل الدماغي صعوبات في التواكب مع متطلبات المهام الكتابية المطلوبة منهم في المدرسة، وقد تكون كتاباتهم صعبة القراءة. علاوةً على ذلك، قد تستلزم الكتابة منهم وقتًا أطول من غيرهم من الأطفال غير المصابين بالشلل الدماغي. كذلك، قد تتطلب منهم بذل قدر أكبر من الجهد. وتشتمل العوامل المرتبطة بعملية الكتابة على: ثبات وضع الجسم والتمتع بالقدرات الحسية والإدراكية الحسية التي ترتبط باستخدام الطفل ليديه وقدرته على الضغط بهما لاستخدام أداة الكتابة.
كذلك، يمكن ملاحظة الإعاقات الخاصة بالنطق بالنسبة لمرضى الشلل الدماغي من الأطفال بحسب شدة التلف الذي أصاب الدماغ. وتكون قدرة الطفل على التواصل في بيئته المدرسية أمرًا في غاية الأهمية، لأن قدرة الطفل على التواصل مع أقرانه ومدرسيه تعتبر جزءًا لا يتجزأ من «تجربة الالتحاق بالمدرسة»، كما أنها تدعم تفاعل الطفل مع مجتمعه. ويمكن أن تؤدي المشكلات التي يواجهها الطفل نتيجة للخلل اللغوي أو الحركي الذي يعاني منه إلى عدم التقدير الحقيقي لمستوى ذكاء الطفل المريض بالشلل الدماغي. وباختصار، قد يواجه مرضى الشلل الدماغي من الأطفال صعوبات في المدرسة، مثل صعوبة الكتابة والقيام بالأنشطة المدرسية والتواصل اللفظي مع الآخرين وكذلك التفاعل مع المجتمع.

### أوقات الفراغ
يمكن أن نعتبر أن الوظائف الحياتية المرتبطة ب الفراغ هي أي نوع من أنواع الأنشطة التي يتم القيام بها بغرض الاستمتاع. ويتوقف استمتاع الطفل بالأنشطة المختلفة على شخصية الطفل وعلى بيئته. ويمكن أن تترك الأنشطة الخاصة بقضاء أوقات الفراغ العديد من التأثيرات الإيجابية على الصحة الجسدية والعقلية للطفل الذي يعاني من إعاقة جسدية مثل مرض الشلل الدماغي، وكذلك على رضاه عن حياته ودرجة نموه النفسي. ويمكن تحديد بعض الفوائد الشائعة للقيام بهذا النوع من الأنشطة، وهي: الحد من التوتر وتنمية مهارات التأقلم مع البيئة المحيطة والاستمتاع بصحبة الآخرين وبالحياة والاسترخاء والتأثير الإيجابي على إحساس المريض بالرضا عن حياته. بالإضافة إلى ذلك، يعزز الاستمتاع بوقت الفراغ بالنسبة لمرضى الشلل الدماغي من الأطفال قدرتهم على التعايش مع إعاقتهم الناتجة عن المرض.
ويمكن تقسيم الأنشطة التي يمكن القيام بها في أوقات الفراغ إلى قسمين: أولهما، الأنشطة التي يتم التخطيط لها (الرسمية). أما القسم الثاني، فيشمل الأنشطة التي لا يتم وضع خطة مسبقة لها (غير الرسمية). وتوضح الدراسات أن الأطفال الذين يعانون من إعاقات - مثل الإصابة بالشلل الدماغي - يشاركون بصفة أساسية في الأنشطة غير الرسمية التي يتم القيام بها في إطار بيئتهم العائلية ويشرف الكبار على الترتيب لها. وبشكل عام، يقوم الأطفال الذين يعانون من إعاقات بالأنشطة الخاصة بوقت الفراغ بمفردهم أو بمساعدة الأبوين، وليس بصحبة الأصدقاء. لذلك، ربما تكون الأنشطة المتاحة أمام هؤلاء الأطفال محدودة في تنوعها وفي اتصالها بالمجتمع المحيط بهم. كذلك، يؤدي هذا إلى أن يعيش هؤلاء الأطفال نمطًا سلبيًا للحياة ومختلفًا عن أقرانهم من الأطفال الأصحاء. وهكذا - على الرغم من الأهمية الكبيرة لاستمتاع مرضى الشلل الدماغي من الأطفال بأنشطة وقت الفراغ - فقد يعانون من الكثير من العقبات عند محاولة القيام بها بسبب الحواجز الاجتماعية والجسدية التي تعترض طريقهم نحو القيام بذلك.

### المشاركة الحياتية لمرضى الشلل الدماغي والعقبات التي يواجهونها
يمكن اعتبار المشاركة الحياتية نوعًا من الاشتراك في مواقف الحياة المختلفة وأنشطة الحياة اليومية. وتشتمل المشاركة الحياتية على مجالات العناية الذاتية والإنتاجية وأنشطة وقت الفراغ. وفي حقيقة الأمر، تكون هذه المشاركة الحياتية ضرورية من أجل التواصل والحركة والتعليم والاشتراك في الحياة المنزلية وقضاء وقت الفراغ بشكل ممتع وبناء العلاقات الاجتماعية. كذلك، تعتبر هذه الأمور مؤشرات لدرجة نجاح الطفل في القيام بالوظائف الحياتية المطلوبة منه في البيئة المحيطة به. وتأخذ العقبات التي يمكن أن تعترض طريق الطفل للقيام بذلك الصور التالية: عقبات محدودة النطاق وعقبات متوسطة النطاق وعقبات واسعة النطاق. أولاً، تتعلق العقبات محدودة النطاق بالمريض نفسه. وتشمل العقبات محدودة النطاق: الإعاقات الجسدية التي يعاني منها الطفل (الإعاقات الحركية والحسية والإدراكية) أو المشاعر الشخصية لهؤلاء المرضى فيما يتعلق بقدرتهم على الاشتراك مع من حولهم في الأنشطة المختلفة. فعلى سبيل المثال، قد لا يشترك الطفل في الأنشطة الجماعية بسبب عدم ثقته بنفسه. ثانيًا، تشمل العقبات متوسطة النطاق دائرة العائلة والمجتمع. وقد تضم هذه العقبات المواقف السلبية التي يبديها المحيطون بالطفل تجاه إعاقته أو عدم وجود الدعم الكافي للطفل داخل محيط الأسرة أو المجتمع. ويمكن اعتبار افتقار المجتمع للوعي والمعرفة الكافيين اللازمين لإدراك قدرة الطفل المريض بالشلل الدماغي على الانخراط في الأنشطة المختلفة على الرغم من إعاقته أحد الأسباب الرئيسية التي تتسبب في الدعم المحدود الذي يتلقاه الطفل من المحيطين به. ثالثًا، تتضمن العقبات واسعة النطاق الأنظمة والسياسات غير السليمة في التعامل مع مرضى الشلل الدماغي أو العقبات التي تقف عائقًا أمام مرضى الشلل الدماغي من الأطفال. وقد تكون هذه العقبات بيئية تمنع هؤلاء الأطفال من المشاركة المجتمعية، مثل العقبات المعمارية وعدم وجود التقنيات المساعدة اللازمة، بالإضافة إلى الصعوبات المرتبطة بالانتقال مثل: وجود عدد محدود من الكراسي ذات العجلات أو من نظم النقل العام المخصصة لمرضى الشلل الدماغي من الأطفال. على سبيل المثال، قد يكون عدم وجود مصعد في أحد المباني عائقًا يحول دون وصول الطفل المريض إلى الأدوار العليا.

## انتشار المرض
في دنيا الصناعة التي يعيشها عالمنا اليوم، يبلغ معدل حدوث الإصابة بالشلل الدماغي اثنين لكل ألف من المواليد الأحياء. ويزيد معدل حدوث الإصابة بين الذكور عن الإناث. ووفقًا للتقارير التي أوردتها قاعدة البيانات الخاصة بالشبكة التي يمتد نشاطها عبر ثماني دول أوروبية، ويطلق عليها اسم Surveillance of Cerebral Palsy in Europe (التي تتم الإشارة إليها اختصارًا بالحروف SCPE)، يكون معدل حدوث الإصابة في الذكور إلى الإناث هو 1.33 إلى 1. ويسود اعتقاد بأن التفاوت في المعدلات المسجلة لحدوث الإصابة بالمرض في المناطق الجغرافية المختلفة في البلدان الصناعية يرجع - في المقام الأول - إلى عدم الاتفاق على المعايير التي يتم في ضوئها تضمين بعض الحالات المرضية في إطار حالات الإصابة بالشلل الدماغي أو استبعادها من هذا الإطار. وعندما يتم وضع هذه المعايير المتناقضة في الاعتبار عند المقارنة بين محتويات السجلات الخاصة باثنين أو أكثر من المرضى المصابين بالشلل الدماغي (على سبيل المثال، اشتمال الحالات المسجلة على حالات الإصابة معتدلة الشدة بمرض الشلل الدماغي بين الأطفال). وهكذا، تقترب معدلات حدوث الإصابة بين الأطفال من نسبة متوسطة هي اثنان في الألف.
وفي الولايات المتحدة الأمريكية، يتم تشخيص إصابة ما يقرب من 10,000 حالة من الأطفال وحديثي الولادة بالشلل الدماغي في كل عام. ويتم تشخيص عدد يتراوح ما بين 1200 و1500 حالة قبل سن الدخول إلى المدرسة.
وبوجه عام، لم يسفر التقدم الذي طرأ على سبل العناية بالسيدات الحوامل وأطفالهن عن أي تراجع ملحوظ في معدلات الإصابة بالشلل الدماغي. ويرجع ذلك بصفة عامة إلى التقدم الطبي في المجالات المرتبطة بالعناية بالأطفال المبتسرين (وهو الأمر الذي نتج عنه ارتفاع معدلات البقاء على قيد الحياة بين هؤلاء المواليد). وقد تراجعت معدلات الإصابة - فقط - في بعض المناطق التي لم تكن الرعاية الطبية فيها تفي بالحد المطلوب، وذلك بعد دخول الرعاية الطبية ذات المستوى الجيد إلى هذه المناطق.
ويمكن حساب معدل انتشار مرض الشلل الدماغي بأدق صورة في الفترة العمرية التي تقترب من سن دخول المدرسة في سن السادسة؛ حيث يتم تقدير معدل انتشار المرض في الولايات المتحدة بنسبة 2.4 في الألف بين الأطفال.
وقد أوردت شبكة SCPE البيانات التالية عن معدلات حدوث التزامن المرضي لمرضى الشلل الدماغي من الأطفال (تمتد الفترة التي شملها هذا الإحصاء ما بين عامي 1980 و1990، واشتملت على ما يزيد عن 4,500 طفل فوق سن الرابعة تعرضوا للإصابة بالشلل الدماغي خلال الفترة السابقة للولادة أو الفترة التالية للولادة مباشرةً):
- العيوب الذهنية (درجة ذكاء أقل من 50): نسبة الإصابة هي %31
- نوبات تشنجية: نسبة الإصابة هي %21
- العيوب الذهنية (درجة ذكاء أقل من 50) مع عدم القدرة على المشي: نسبة الإصابة هي %20
- العمى: نسبة الإصابة هي %11[72]

وقد أوردت شبكة SCPE في تقاريرها ملحوظة تفيد بأنه من الصعب قياس معدل حدوث التزامن المرضي لحالة الشلل الدماغي بدقة، خاصةً في المناطق التي تعتبر مركز انتشار المرض. على سبيل المثال، قد يكون من الصعب تحديد النسبة الحقيقية لمعدل الإصابة بالتأخر العقلي، وذلك لأن الإعاقات الجسمانية والإعاقات الخاصة بالقدرة على التواصل في حالة مرضى الشلل الدماغي قد تقلل من الدرجات التي يحصلون عليها في اختبار درجة الذكاء إذا لم يتم اختبارهم باستخدام نسخة من هذا الاختبار تم تعديلها بصورة سليمة لتلاءم حالتهم المرضية.
ويتم استخدام تقديرات اختبار أبجار التي يتم تسجيلها للطفل حديث الولادة أحيانًا كعامل يمكن في ضوئه أن يتم التنبؤ باحتمالية إصابة الطفل الوليد بمرض الشلل الدماغي.

## تاريخ مرض الشلل الدماغي
في الماضي، كان يتم إطلاق اسم "Cerebral Paralysis" على مرض الشلل الدماغي. وكان الجراح الإنجليزي ويليام ليتل هو أول من قام بالكشف عن هذا المرض في عام 1860. ووضع ليتل فرضية تقول إن السبب الرئيسي الذي يؤدي إلى إصابة الوليد بهذا الاضطراب هو احتمالية تعرضه إلى حالة الاختناق أثناء الولادة. وساد هذا الاعتقاد حتى عام 1897 عندما اقترح سيجموند فرويد، ثم أحد أطباء الأعصاب، أن الولادة المتعسرة ما هي إلا أحد الأعراض المصاحبة لوجود عوامل أخرى تؤثر سلبًا في نمو الجنين، وليست السبب الذي يؤدي إلى الإصابة بالمرض. وأثناء فترة الثمانينيات من القرن الماضي، أثبت المعهد الوطني للاضطرابات العصبية والسكتة الدماغية (NINDS) أن عددًا قليلاً فقط من حالات الإصابة بمرض الشلل الدماغي يرجع إلى نقص الأكسجين الذي يتعرض له المولود أثناء الولادة.

## المجتمع وثقافة التعامل مع مرض الشلل الدماغي

### التأثيرات الاقتصادية للشلل الدماغي في أستراليا
نشر الموقع الإليكتروني Access Economics تقريرًا عن التأثيرات الاقتصادية الناجمة عن مرض الشلل الدماغي في أستراليا. ووفقًا لأحد التقارير التي قدمها بيل شورتن عضو البرلمان الأسترالي المختص بخدمات المعاقين والأطفال، كانت التكلفة الاقتصادية للخسائر التي تكبدتها الدولة نتيجة لحالات الإصابة بالشلل الدماغي في أستراليا هي 1.47 مليار دولار؛ أي ما يوازي نسبة %0.14 من الناتج المحلي الإجمالي. وارتفعت هذه النسبة لتصل إلى 2.4 مليار دولار عند إضافة الخسائر الناجمة عن اعتلال صحة المواطنين (في حالات الإصابة بالعجز والوفاة المبكرة).
وفي عام 2007، كانت التكلفة المالية التي تكبدتها الدولة بسبب مرض الشلل الدماغي هي 1.47 مليار دولار (أي ما يوازي %0.14 مليار دولار من الناتج المحلي الإجمالي). وقد تمثلت في الأوجه التالية:
- خسارة في الإنتاجية تبلغ 1.03 مليار دولار (أي ما يعادل نسبة %69.9) بسبب انخفاض نسبة العمالة وارتفاع معدلات الغياب عن العمل وحالات الوفاة المبكرة بين الأستراليين بسبب الإصابة بالشلل الدماغي.
- مبلغ 141 مليون دولار (أي ما يعادل نسبة %9.6) بسبب تكلفة العبء الإضافي (Excess burden)، والذي يعرف أيضًا باسم (Deadweight Loss؛ الذي تتم الإشارة إليه اختصارًا بالحروف DWL) وينتج عن الأموال التي يتم صرفها في الإعانات الاجتماعية والضرائب المهدرة.
- مبلغ 131 مليون دولار (أي ما يعادل نسبة %0.9) في صورة تكاليف غير مباشرة، مثل: الخدمات المقدمة في صورة برامج مباشرة للتعامل مع المرض والمساعدات وتجهيزات المنازل للتعامل مع المصابين بالمرض وتكاليف الجنائز لحالات الوفاة الناتجة عن المرض.
- مبلغ 129 مليون دولار (أي ما يعادل نسبة %8.8) وهو قيمة خدمات الرعاية غير الرسمية لمرضى الشلل الدماغي و
- مبلغ 40 مليون دولار (أي ما يعادل نسبة %2.8) مصروفات مباشرة للنظام الصحي.

علاوةً على ذلك، تبلغ الخسائر الناجمة عن اعتلال صحة المواطنين (نتيجة الإصابة بالعجز أو الوفاة المبكرة) 2.4 مليار دولار بالإضافة إلى ما سبق.
ومن منظور نصيب الفرد الواحد من إجمالي هذه الخسائر، تبلغ الخسارة 43.431 دولار للفرد الواحد المصاب بالشلل الدماغي في كل عام. فإذا أضفنا إليها القيمة المادية المهدرة نتيجة لاعتلال الصحة، سيتعدى المبلغ 115.000 دولار للفرد الواحد في كل عام.
ويتحمل الأفراد المصابون بالشلل الدماغي نسبة %37 من التكاليف المالية الخاصة بالخسارة التي تتسبب فيها الإصابة بهذا المرض، أما أسرهم وأصدقاؤهم، فيتكبدون نسبة %6 منها. وتتحمل الدول ذات الحكومات الفيدرالية ما يقرب من ثلث هذه التكاليف المادية (نسبة %33 منها)؛ ويظهر ذلك في صورة عائدات الضرائب المهدرة والإعانات الاجتماعية. أما حكومات الولايات، فتتحمل ما يقل عن نسبة %1 من التكاليف، بينما يتحمل الموظفون نسبة %5 منها، في الوقت الذي يتحمل فيه الجزء المتبقي من المجتمع نسبة تصل إلى %19. فإذا أضفنا العبء المادي الذي يفرضه المرض (العبء الذي يفرضه اعتلال صحة المواطنين)، سنجد أن الأفراد يتحملون نسبة %76 من التكاليف.

### المصطلحات التي يتم استخدامها لوصف مرضى الشلل الدماغي
يفضل الكثيرون أن تتم الإشارة إليهم على أنهم أفراد يعانون من إعاقة بدلاً من أن يتم نعتهم بالمعوقين. ويقدم الدليل الذي أصدرته جامعة ديلاوير الحكومية في الولايات المتحدة الأمريكية تحت عنوان "Cerebral Palsy: A Guide for Care" الإرشادات التالية بخصوص مرض الشلل الدماغي:
يصف المصطلح «تشنجي» السمة الخاصة بالتشنجات التي تصاحب أنواع الشلل الدماغي التشنجي. وفي عام 1952، تم تأسيس مؤسسة خيرية تحت اسم The Spastics Society، ويقع مقرها في المملكة المتحدة. وهكذا، استخدمت هذه المؤسسة الخيرية مصطلح "spastics" ومعناه «مرضى التشنج» لوصف مرضى الشلل الدماغي. ومنذ ذلك الحين، يتم استخدام المصطلحين "spastic" و"spaz" بشكل واسع لإهانة المرضى الذين يعانون من إعاقات، وهو أمر يعتبره البعض مهينًا للغاية. ومن حين لآخر، يتم استخدام هذين المصطلحين لإهانة من لا يعانون من إعاقات جسدية ولكنهم يتصرفون بطريقة تعكس حالة مفرطة من عدم التناسق أو القلق أو عدم المهارة في المجال الرياضي. وقد قامت هذه المؤسسة الخيرية بتغيير اسمها إلى Scope في عام 1994. أما في الولايات المتحدة الأمريكية، فيتم استخدام مصطلح spaz كإهانة، ولكنه لا يرتبط بشكل عام في استخدامه بمرض الشلل الدماغي.

### المفاهيم الخاطئة عن مرض الشلل الدماغي
يصيب الشلل الدماغي التشنجي - وهو أكثر أنواع الشلل الدماغي شيوعًا - العضلات بحالة من الشد والتصلب ويجعل حركات المريض بطيئة وصعبة. ويمكن أن تتم إساءة تفسير هذه الحالة على أنها حالة تأخر في الإدراك، وذلك بسبب صعوبة التواصل التي يعاني منها مرضى الشلل الدماغي. ويمكن أن يعاني مرضى الشلل الدماغي من صعوبات في التعلم، ولكن أحيانًا لا يكون ذلك سوى الجزء الأكثر وضوحًا من المشكلات التي يعاني منها المريض بسبب إصابته بالتلف الدماغي مما يمنعه من التعبير عن المدى الكامل للقدرات الإدراكية الكامنة بداخله.

### صورة الشلل الدماغي في وسائل الإعلام والأفلام الوثائقية
انتقد مخرج الأفلام الياباني Kazuo Hara الذي يعمل في شركة مافريك لإنتاج الأعمال الوثائقية العادات والتقاليد الراسخة في ذهن المجتمع الياباني عن مرض الشلل الدماغي، عندما رسم صورة تخلو من المشاعر والعاطفة لمرضى الشلل الدماغي من البالغين؛ وذلك في الفيلم الذي قام بتقديمه في عام 1972 تحت عنوان «وداعًا للشلل الدماغي» أو "Sayonara CP". وقد ركز Hara على الكيفية التي يتعامل بها المجتمع الياباني مع ضحايا مرض الشلل الدماغي من تجاهل أو عدم اكتراث بوجودهم من الأصل. وحاول Hara أن يزعزع تلك الثوابت الراسخة المسكوت عنها في المجتمع الياباني في التعامل مع مسألة الإعاقة البدنية. وتعمد Hara أن يستخدم أسلوبًا قاسيًا في تناول الأحداث باستخدامه أسلوبًا تصويريًا يشوبه عدم الوضوح ويعتمد على اللونين الأبيض والأسود فقط. كذلك، تعمد استخدام أصوات غير متناغمة ليصور الواقع القاسي المقفر الذي يعيشه هؤلاء المرضى.
أما الفيلم الروائي الطويل الثالث للمخرج Lee Chang-dong من كوريا الجنوبية، والذي يحمل عنوان "Oasis" أو «الواحة»، فيرسم ملامح لشخصيته الرئيسية التي تعاني من مرض الشلل الدماغي. ويحكي الفيلم أحداث القصة الرومانسية الصعبة التي تنشأ بين رجل يعاني من درجة معتدلة من الإعاقة الذهنية - والذي تم الإفراج عنه من السجن بعد قضاء فترة عقوبة مدتها سنتان ونصف بتهمة القتل غير العمد - وبين سيدة تعاني من درجة شديدة من درجات الإصابة بالشلل الدماغي. ويرسم الفيلم أيضًا صورة للكيفية التي يتم بها التعامل مع الشخصيتين الرئيسيتين من قبل أسرتيهما، وكذلك نظرة المجتمع الذي يعيشان فيه لهما. وقد حظي الفيلم باستحسان النقاد كما فاز بعدد من الجوائز في عدد ضخم من مهرجانات الأفلام الروائية. ومن أهم الجوائز التي حصدها هذا الفيلم الجائزة الخاصة التي تم منحها لمخرج الفيلم Lee Chang-dong في مهرجان فينيسيا السينمائي الدولي. وفي إطار جوائز المهرجان نفسه، حصلت بطلة الفيلم Moon So-ri على جائزة تحمل اسم الممثل الإيطالي الجنسية Marcello Mastroianni تكريمًا لها عن «بطولة الفيلم الأول» الذي تقوم بتمثيله.

## وصلات خارجية
- شلل دماغي على مشروع الدليل المفتوح: يشتمل هذا الرابط على عشرات المواقع التي تعرض معلومات عن مرض الشلل الدماغي، بالإضافة إلى مجموعات الدعم الخاصة بهذا المرض والمنظمات التي يتعلق عملها بمرض الشلل الدماغي.